# Palazzo Copeta

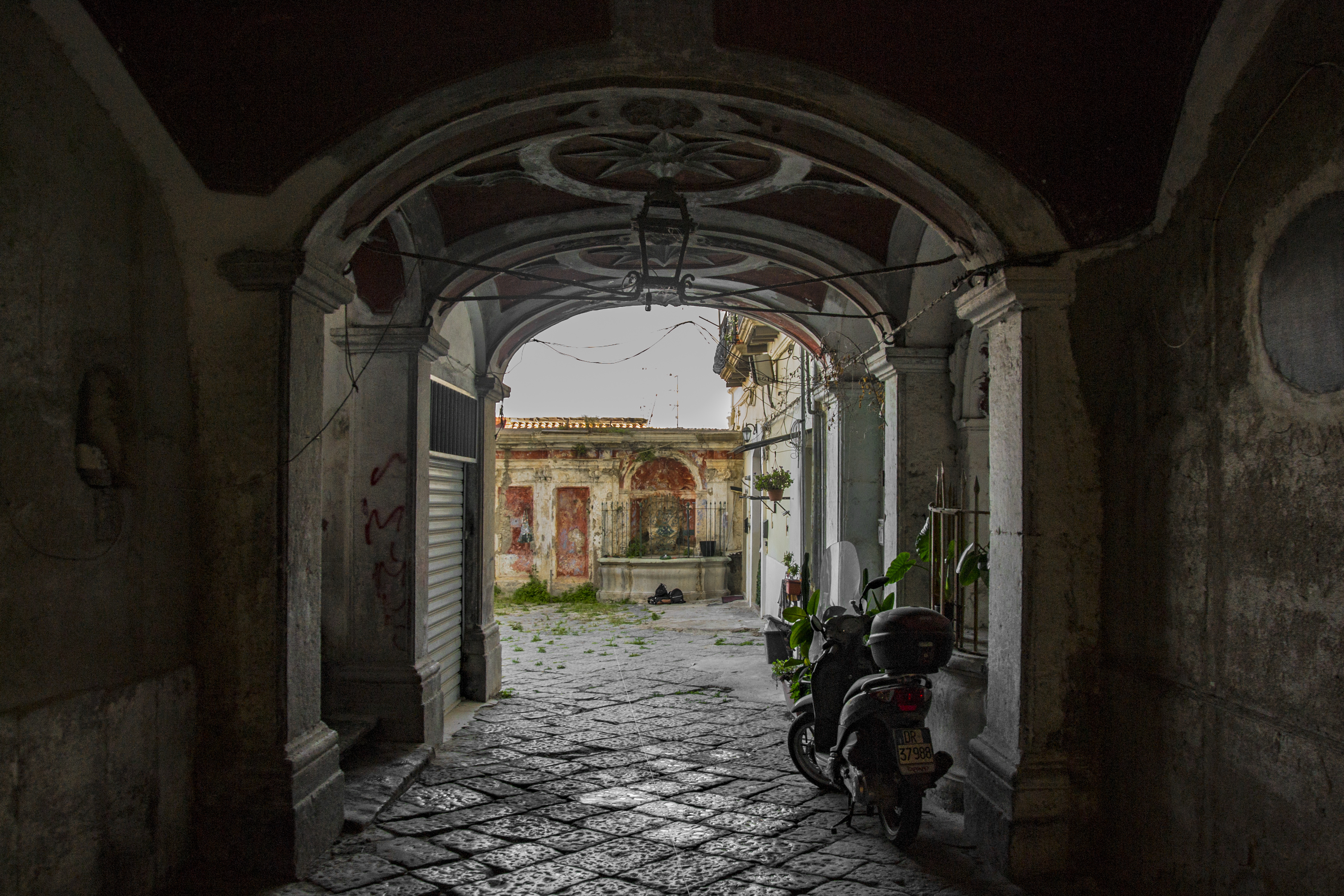
Palazzo Copeta in Salerno: Eingang

Der Palazzo Copeta ist ein Palast aus dem 18. Jahrhundert in der Via Trotula de Ruggiero, 4, im Zentrum von Salerno in der italienischen Provinz Kampanien. Er befindet an den Hängen des Monte Bonadies, den das Castello di Arechi dominiert. In dem Palast ist das alte Bezirksgericht der Stadt untergebracht.

## Geschichte

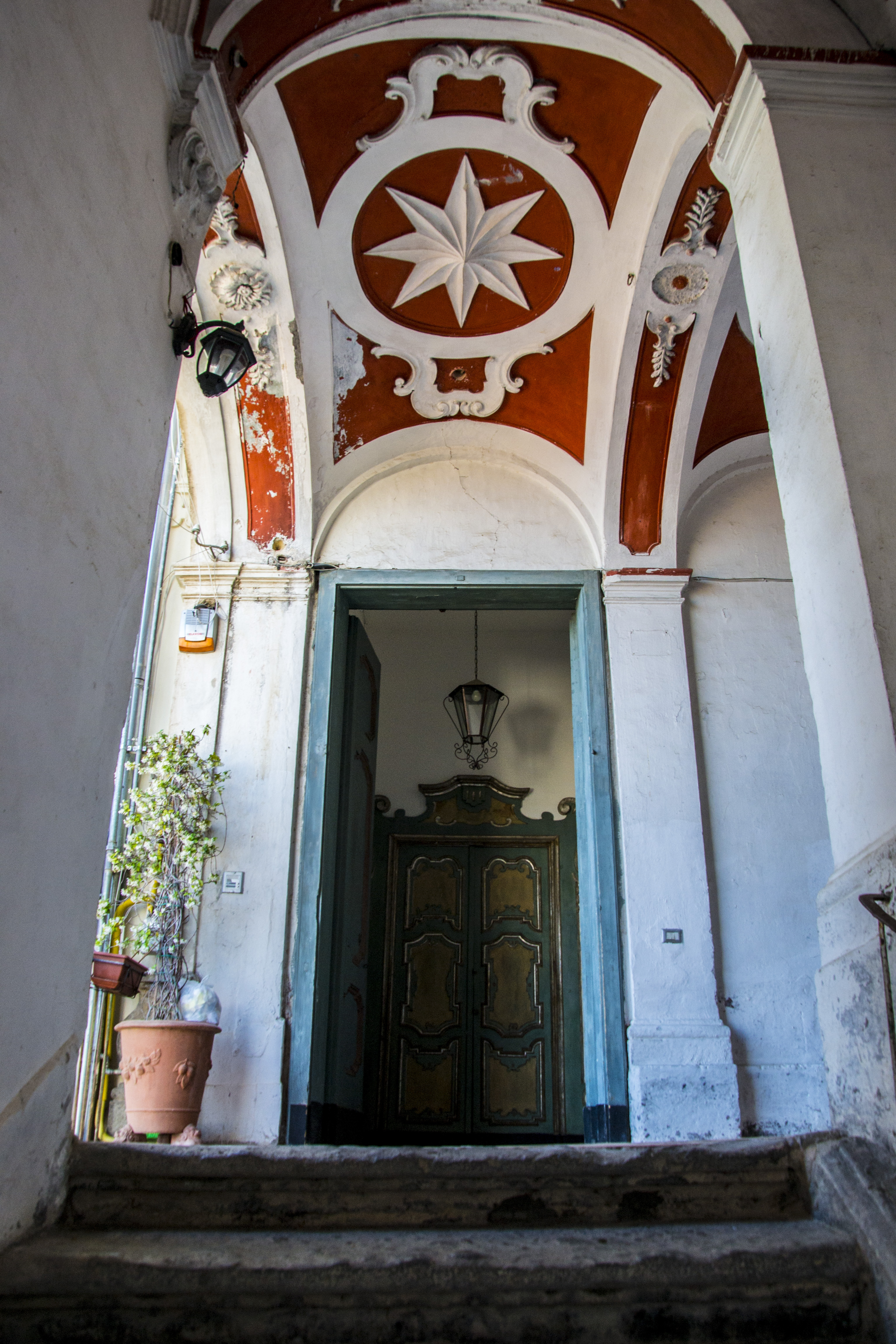
Detail der Dekorationen im obersten Stockwerk

Der Palazzo Copeta gehört zu den Adelsresidenzen, die im Laufe des 18. Jahrhunderts im historischen Zentrum von Salerno erbaut wurden. Er befindet sich im höheren Teil der Stadt in einem Gebiet, das Plaium Montis genannt wird, in der Nähe der Kirche Santa Maria delle Grazie. Von ihm aus hat man einen spektakulären Blick über den Golf von Salerno, auch dank seines L-Förmigen Grundrisses, der einen Blick auf die Sele-Ebene im Süden, ebenso wie auf die Amalfiküste im Westen, ermöglicht. Einige Dokumente haben es ermöglicht, die Sage zu widerlegen, nach der der Palast auf dem Friedhof des benachbarten Klosters gebaut worden sei.

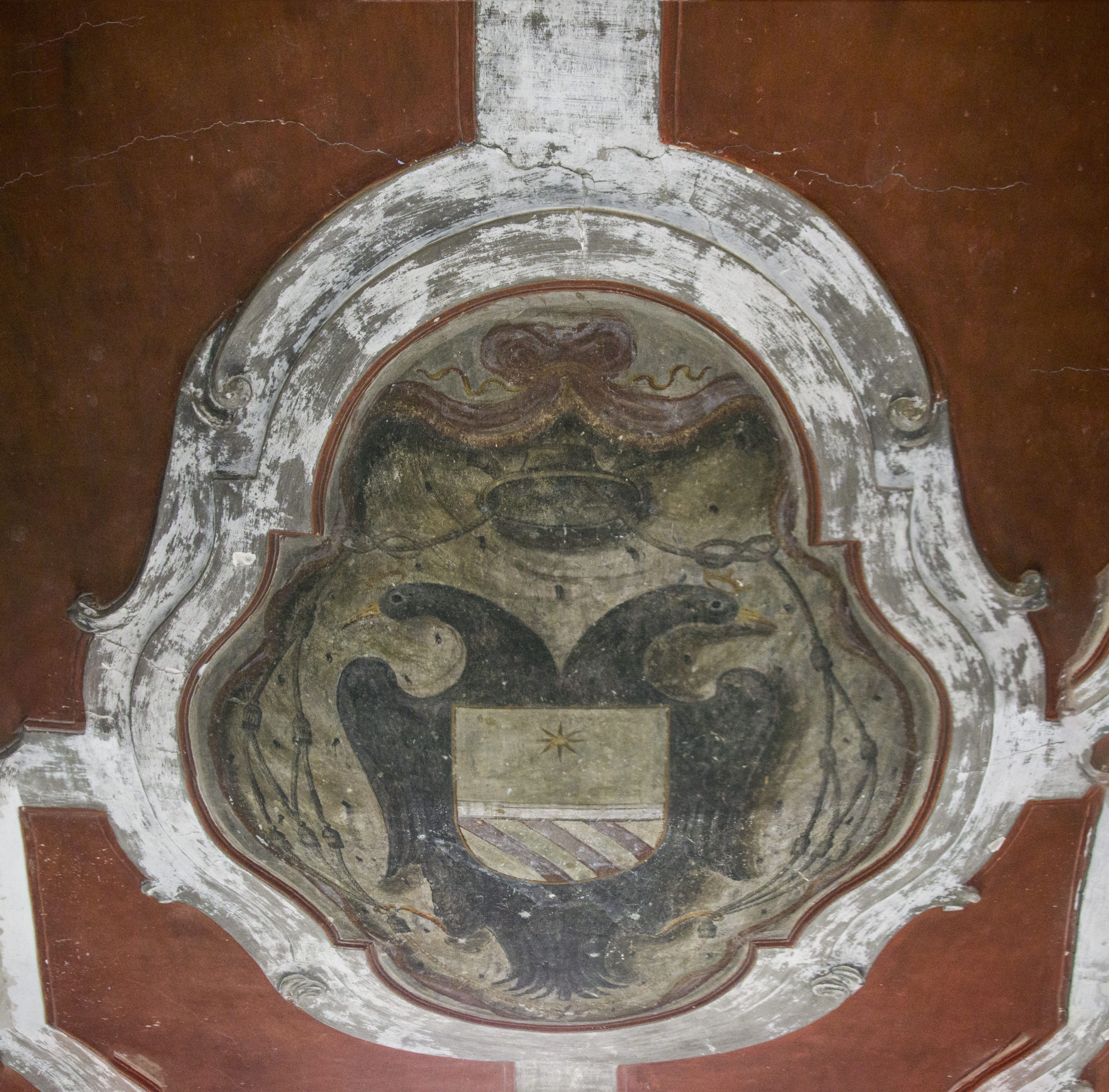
Das Wappen der Copetas im Eingangsbereich

Am 18. November 1759 verkaufte das Kloster Santa Maria delle Grazie an Gerardo Copeta für die Summe von 1200 Dukaten ein Haus mit Garten:

"Sito in questa città di Salerno all'incontro del suddetto monastero nel distretto della parrocchiale chiesa di San Benedetto in Plano Montis nella strada detta al Monte che porta al suddetto monastero di Santa Maria delle Grazie"
(dt.: [Er] liegt in dieser Stadt Salerno bei der Versammlung des obengenannten Klosters, Distrikt der Pfarrkirche San Benedetto in Plano Montis in der Straße namens Al Monte, die zum genannten Kloster Santa Maria delle Grazie führt.)

Diesem Dokument ist auch eine Beschreibung des Komplexes beigefügt, aus der man auch die Existenz eines Gartens mit Zitrusbäumen ersieht. Der Palast wurde als nicht neu erbaut, sondern es handelt sich um einen Umbau des vorhergehenden Gebäudes durch Aufstockung um eine Etage.
Die Copetas waren nicht adligen Ursprungs. Es scheint jedoch, dass eines ihrer Mitglieder Bischof gewesen sei: So lässt sich das Wappen interpretieren, dessen Fresko auf der Gewölbedecke des Eingangsbereiches angebracht wurde. Es könnte Biagio gewesen sein, der 1727 Bischof von Mottola wurde.
Der Palast war einer der letzten Sitze der Schule von Salerno, die Joachim Murat 1811 schließen ließ. Die verbleibenden Cattedre di Medicina e Diritto (dt.: Lehrstühle für Medizin und Recht) der Schule von Salerno arbeiteten ab 1811 noch etwa 50 Jahre lang im benachbarten Convitto Nazionale Torquato Tasso. Diese Lehrstühle nutzten noch die Säle des Palazzo Copeta bis zu ihrer Schließung auf Geheiß von Francesco de Sanctis, Minister des Königreiches Italien, im Jahre 1861.

## Beschreibung

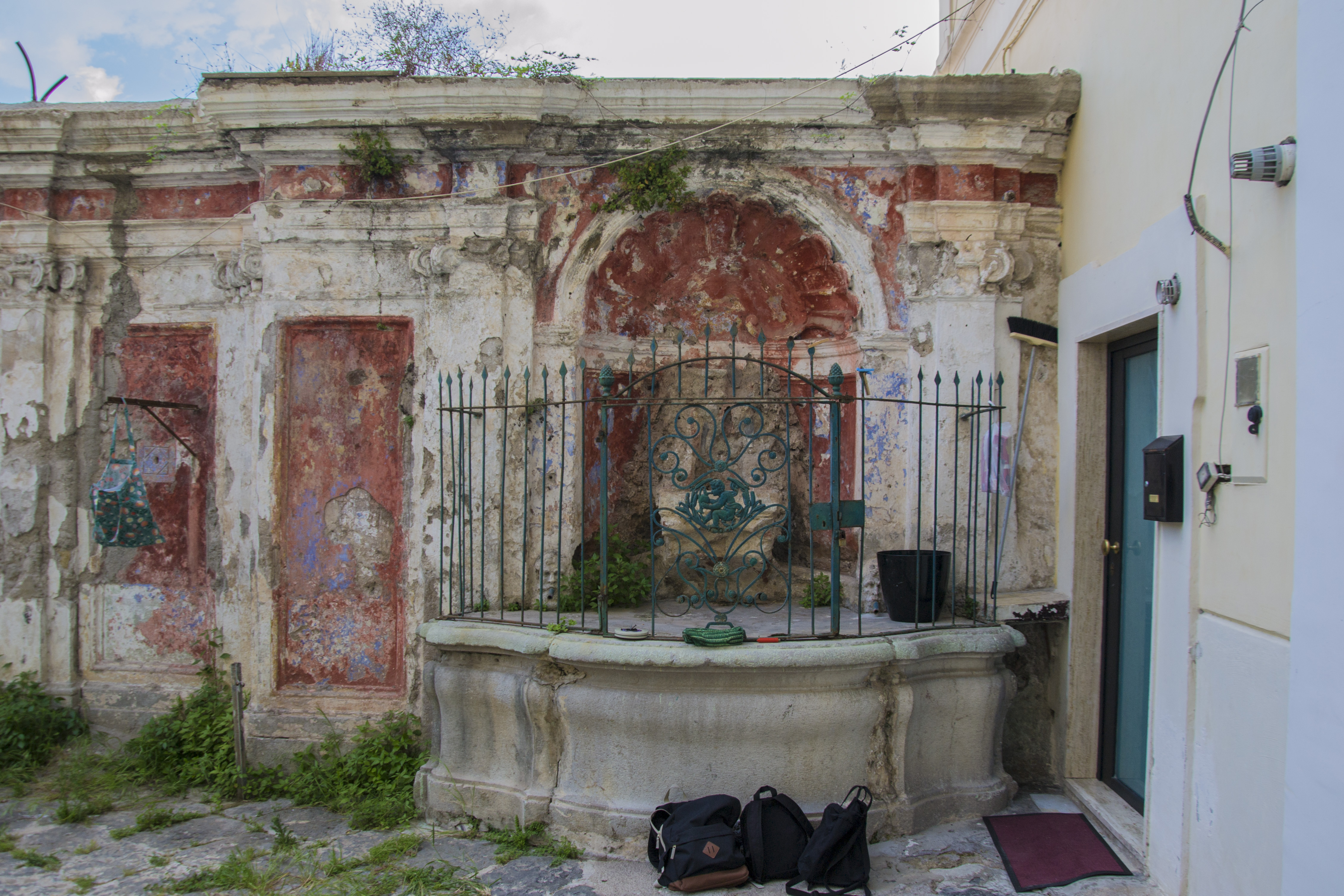
Brunnen im Innenhof

Das Gebäude besteht aus zwei Flügeln im rechten Winkel zueinander, die nach Westen und nach Süden, zum Meer hin, ausgerichtet sind und so den gesamten Golf von Salerno dominieren. Seine Bauart, erhöht und der Sonne ausgesetzt, ist mit den Landhäusern des Gebietes um den Vesuv verbunden. Das Eingangsportal besteht aus Piperno und Quadern mit abwechselndem Relief, was an das Modell von Sanfelice am Palazzo Palmarice in Neapel erinnert. Der Eingangsbereich ist abgesenkt und mündet in einen polygonalen Innenhof, begrenzt durch eine Kurtine mit Stuckverzierungen und Brunnen, wo sich einst die Ställe, die Zimmerei und die Lagerhallen befanden, die heute Wohnungen sind.
Das Gebäude hat einen L-Förmigen Grundriss. Die Mauern bestehen aus gemischten Steinen, verputzt und gestrichen, sowie Mauerwerk aus Tuffstein. Im Eingangsbereich befinden sich Tonnengewölbe und eine Holzdecke. Die offene Ehrentreppe hat einen rechteckigen Grundriss auf fliegenden Gewölben. Das Dach ist mit Mönch-und-Nonnen-Ziegeln gedeckt und zum Teil mit einer Terrasse versehen. Die Bodenbeläge bestehen aus Sand. Die äußeren Verzierungen sind aus Stuck und der Eingangsbereich ist mit Fresken versehen. Die Dekoration der Innenräume besteht aus Stuck, Fresken von 1763, Büsten und Amphoren in Terrakotta. In den Innenräumen befinden sich Holztüren mit geformten Rahmen und ähnlichen Innenfeldern (18. Jahrhundert). Der Palazzo Copeta, heute auch „Palazzo Clarizia“ genannt, wurde auf dem Gelände des früheren Friedhofes des Klosters Santa Maria delle Grazie errichtet. Die Familie Copeta ließ ihn um die Mitte des 18. Jahrhunderts, teilweise im Rokokostil, bauen.
Die Wohnungen sind auf zwei Stockwerke verteilt, in die man über eine Treppe gelangt, die nach neapolitanischem Modell in der Mitte ein Auge hat, damit natürliches Licht eindringen kann. Die Verzierungen spielen mit dem Kontrast zwischen Piperno und Stuck mit der Einfügung achtzackiger Sterne, die fast die gesamte Decken der Treppenabsätze bedecken. Der gesamte Palast ist durch zahlreiche Balkone gekennzeichnet, die mit dreieckigen Tympana und Korbbögen im Wechsel verziert sind.

## Bildergalerie

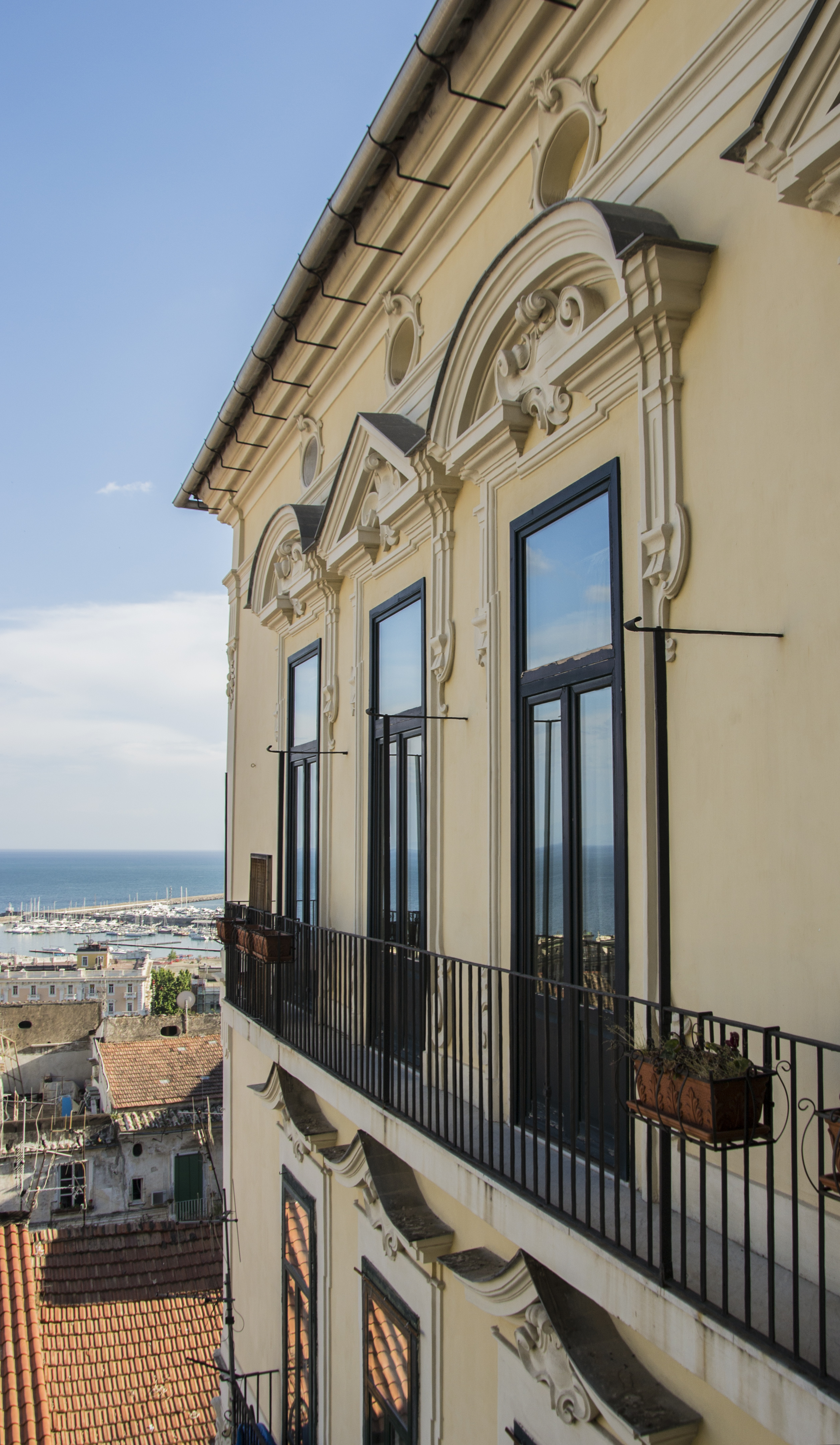
Detail der Innenfassade
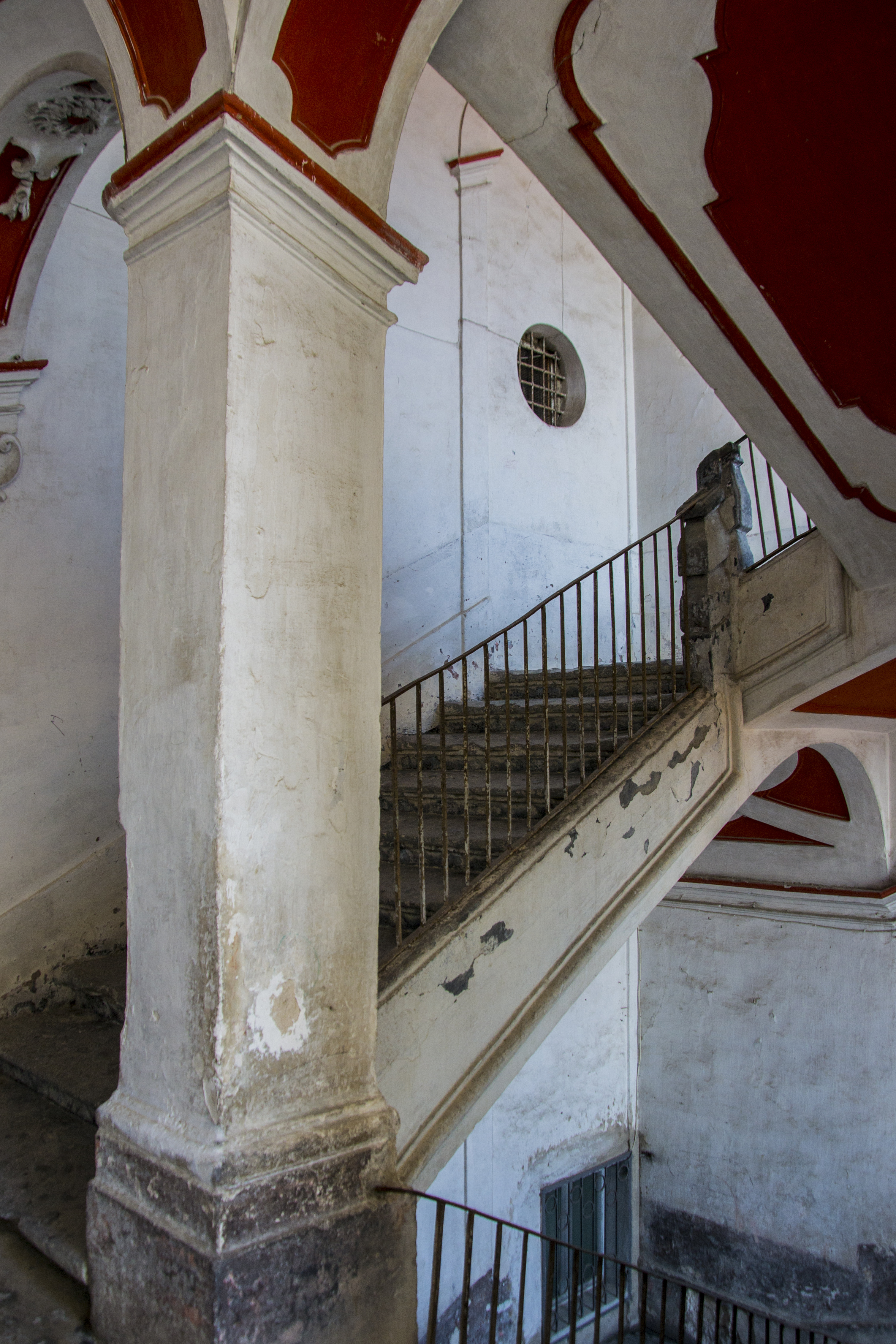
Detail der Treppen
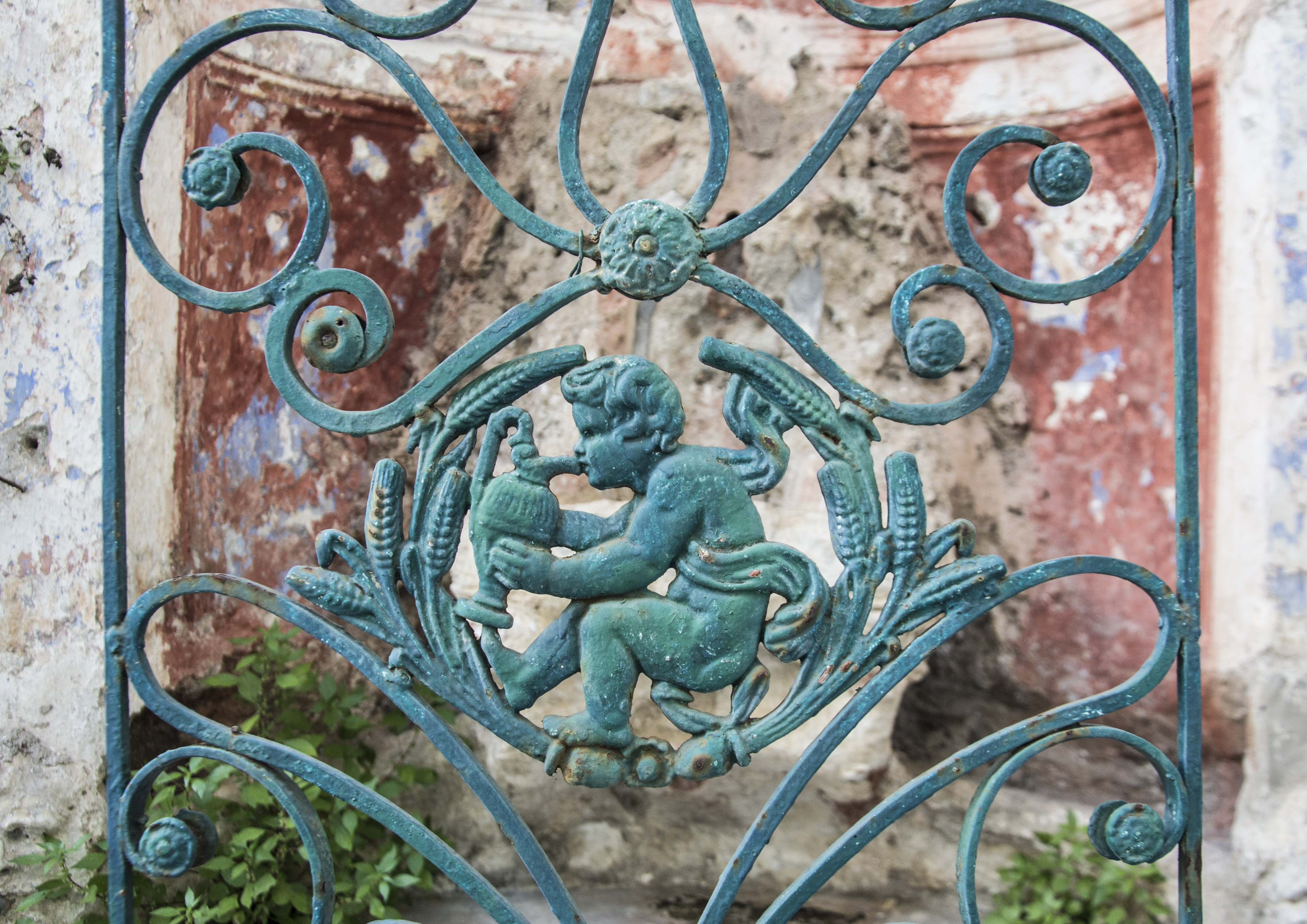
Detail der Verzierungen des Brunnens im Innenhof